# Lista de episódios de Up All Night
Esta é a lista de episódios de Up All Night, uma série televisiva de comédia, exibida nos EUA pela NBC e no Brasil pelo Universal Channel. A série é estrelada por Christina Applegate e Will Arnett como Regan e Brinkley Chris, um casal que luta para equilibrar a vida caseira (especialmente com seu filha recém-nascida, Amy) e a vida profissional.

## Resumo
|  | 1 | 24 | 14 de setembro de 2011 | 12 de abril de 2012 | - | - |